# ロックンロール・ジーザス
ロックンロール・ジーザス（Rock N Roll Jesus）はアメリカのミュージシャン、キッド・ロックの7枚目のスタジオアルバムである。
2009年第51回グラミー賞において、最優秀ロックアルバム部門および「All Summer Long」での最優秀男性ボーカルパフォーマンス部門の2部門でノミネートされた。

## 曲目
1. New Orleans
2. Don't Tell Me U Love Me
3. Blue Jeans and a Rosary
4. Half Your Age
5. Lowlife (Living The Highlife)
6. Rock n Roll Jesus
7. Amen
8. All Summer Long
9. Roll on
10. When U Love Someone
11. So Hott
12. Sugar